# Blair Kiel
Blair Armstrong Kiel (Columbus, 29 aprile 1961 – Columbus, 8 aprile 2012) è stato un giocatore di football americano statunitense che ha giocato nel ruolo di quarterback nella National Football League (NFL), nella Canadian Football League (CFL) e nella Arena Football League (AFL). Al college giocò a football all'Università di Notre Dame.

## Carriera professionistica
Kiel fu scelto dai Tampa Bay Buccaneers nel corso dell'undicesimo giro (281º assoluto) del Draft NFL 1984 ma nella prima stagione fu solamente impiegato come holder durante i tentativi di field goal. Nel 1986 passò agli Indianapolis Colts dove in due stagioni disputò sette partite giocando sia come quarterback che come punter. In seguitò giocò per tre stagioni con i Green Bay Packers dove partì due volte come titolare al posto dell'infortunato quarterback titolare Don Majkowski. Dopo alcune brevi esperienze nella Canadian Football League e nella Arena Football League, si ritirò alla fine del 1993.

## Statistiche
NFL
| Yard passate      | 1.296 |
| Touchdown         | 8     |
| Intercetti subiti | 7     |
| Passer rating     | 75,4  |